# 大腸花論壇
大腸花論壇，狹義來說是太陽花學運退場前後及反高中課綱微調運動等重大事件，由網路名人「音地大帝」姚介祥所主持的「大腸花垃圾話論壇」，特色包括在晚間舉行並持續到半夜甚至凌晨，透過網路直播，讓參加學運的人輪流上台辱罵，國罵三字經不絕。而在太陽花學運後，各地也衍生出類似的論壇，主持人、是否有直播各不相同，甚至也不見得以罵髒話為主，也可視為是學運離場後「轉守為攻，出關播種」的一環。
2014年4月，位於立法院中山南路大門口的「大腸花垃圾話論壇」，在太陽花學運退場後的深夜持續進行，聚集了逾千名群眾。臺北市政府警察局中正第一分局分局長方仰寧表示，為讓民眾暢所欲言，避免警民衝突，決定當晚不採取驅離行動。

## 歷史影響
不為一般大眾所知的是，大腸花論壇是太陽花學運後期的一個相當重要的歷史轉捩點。在鄭南榕逝世紀念日後二日舉辦的大腸花論壇，大量鄭南榕生前的語錄如『我主張台灣獨立』與『接下來就是你們的事了』在講者間不斷複誦，因此造成大量傳播的效應，在年輕族群間蔚為風潮，這是台灣獨立的符碼在整個學運之間首次大量出現。由於論壇於公投護台灣聯盟的佔領地舉辦，因此公投護台灣聯盟持續兩千天以上的抗爭行動第一次受到了廣泛的宣傳與注目。
大量的大腸花垃圾話論壇支持族群參與了411包圍中正一事件，並藉此事件，將學運的動能很大一部分的藉由公投護台灣聯盟持續轉往日後的抗爭當中。

## 外部連結
- 大腸花垃圾話論壇之公民幹政會議－陳為廷 （页面存档备份，存于）
- 4/8 大腸花垃圾論壇精選：林飛帆  （页面存档备份，存于）
- 遍地開腸花 MainPad[]
- 大腸花的罪狀
- BBC台灣來源：太陽花與大腸花（页面存档备份，存于）